# مشروع السلطان قابوس للمؤتلف الإنساني

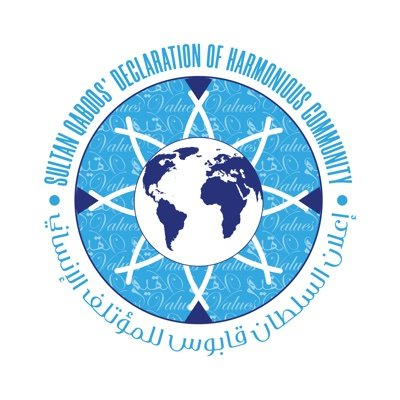
شعار مشروع إعلان السلطان قابوس للمؤتلف الإنساني

مشروع السلطان قابوس للمؤتلف الإنساني؛ هو مشروع أمر به السلطان قابوس بن سعيد يعنى بنشر مفهوم التفاهم بين شعوب العالم بما يُعزز العلاقات الإنسانية بين الأمم، ومن أجل جمع جهود الأمم في تحسين حياة البشر، ولإثارة الوعي الانساني بأهمية منظومة الأخلاق العالمية المشتركة.

## تاريخ الإعلان عنه
تم الإعلان عن مشروع إعلان السلطان قابوس للمؤتلف الإنساني خلال الاحتفال باليوم العالمي للتسامح في العاصمة الإندونيسية جاكرتا بتاريخ 16 نوفمبر 2019م.

## أهدافه
يهدف المشروع الى تشجيع التسامح الديني والتفاهم المشترك والتعايش السلمي بين المجتمعات، والمساهمة في وضع نهج يعيد التوازن بين المصالح والوصول إلى اقتراح منهج عمل يُقدَّم للعالم المضطرب ليعينه على النهوض من جديد، واستشراف حياة متوازنة، يعيش فيه الناس على أساس من الكرامة والحقوق الأساسية والأمان النفسي.

## أبعاد ومرتكزات المشروع
يتضمن المشروع ثلاثة أبعاد ضرورية وهي:

- البعد الأول في تحسين حياة البشر.
- البعد الثاني في اعتماد منظومة أخلاق عالمية.
- البعد الثالث فيتمثل في رعاية القيم الروحية للإنسان.

وتتمثل المرتكزات الحضارية للتعارف للمشروع في ثلاثة أبعاد مهمة يقترح من خلالها التركيز على ثلاثية حضارية إنسانية لتحقيق التعايش والتعارف بين البشر وهي العقل والعدل والأخلاق.

## وصلات خارجية
- وزارة الأوقاف والشؤون الدينية
- مجلة تفاهم > عن المؤتلف الإنساني